# Sankt-Ursula-Quelle

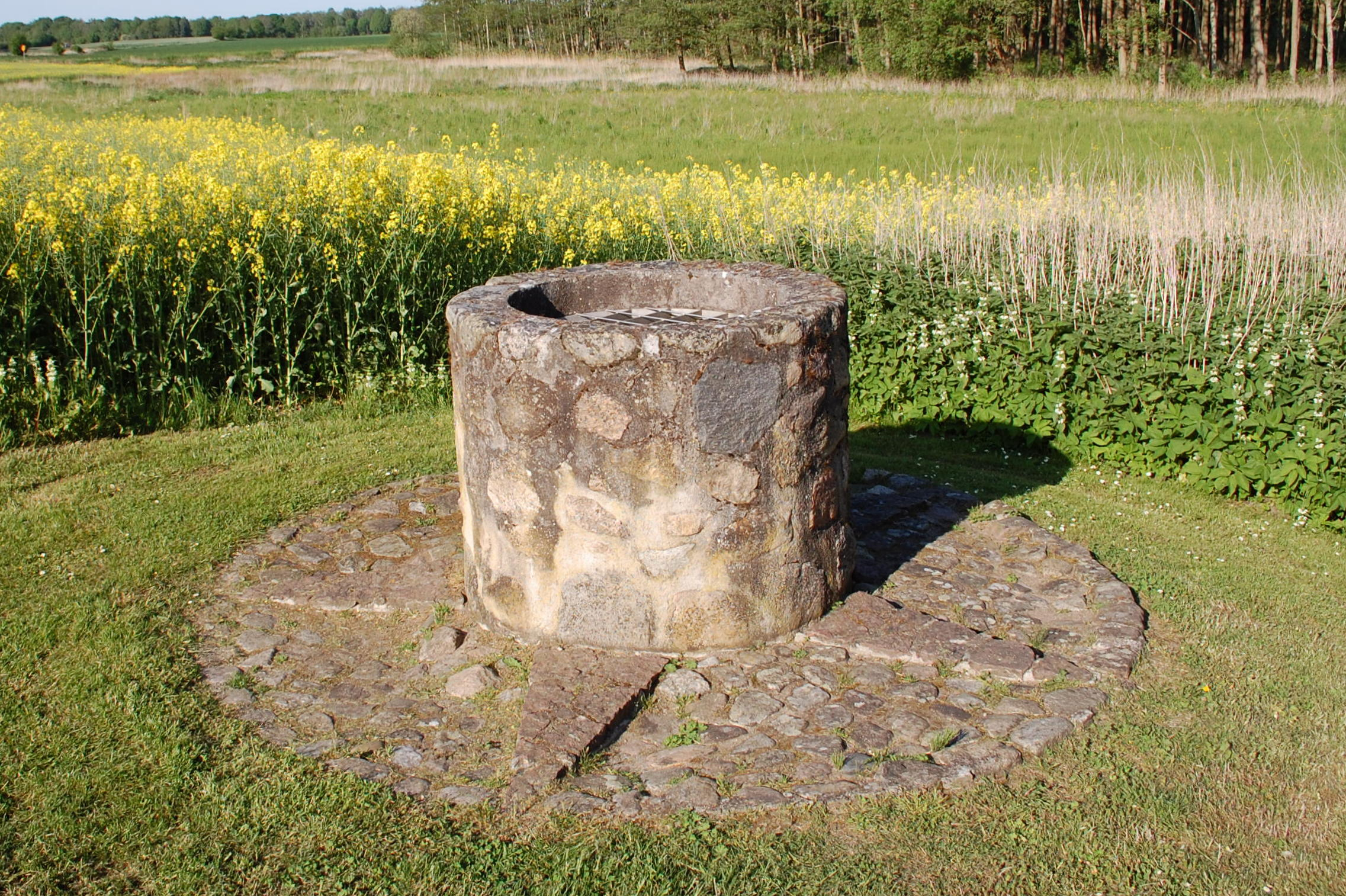
Sankt-Ursula-Quelle

Die Sankt-Ursula-Quelle ist eine Quelle auf der im schwedischen See Ivösjön gelegenen Insel Ivö.

## Lage
Die Quelle befindet sich unweit des Ufers der Bucht Kyrkeviken, östlich des Dorfes Ivö, an der Nordostseite des Kirchhofs der Kirche von Ivö.

## Geschichte
Die kleine Quelle ist der heiligen Ursula geweiht und galt als heilig. Der Legende nach soll der Erzbischof von Lund Andreas Sunesen, der in den 1220er Jahren auf Ivö in Ivöhus lebte, an Heiligabend einen Diener zur Quelle geschickt haben, um Wasser zu holen. Als der Diener das Wasser brachte, soll sich das Wasser in Wein verwandelt haben. Der Bischof schickte den Diener erneut und wies ihn an, nicht vom Inhalt zu kosten. Doch der Diener hielt sich nicht daran und der Wein verwandelte sich wieder in Wasser. Auch später konnte aus der Quelle kein Wein mehr geschöpft werden.
Bis ins 18. Jahrhundert hinein wurden noch Opfergaben in die Quelle geworfen. Auch heute lassen Besucher Geldstücke an der Quelle zurück. Zunächst geriet die Quelle jedoch in Vergessenheit und wuchs zu. Im Jahr 1948 restaurierte der Kirchenälteste Hilmer Nilsson die Quelle. Eine weitere Restaurierung der Quelleneinfassung erfolgte 1991.